# Gran Premio di Gran Bretagna 1980
Il Gran Premio di Gran Bretagna 1980 è stata l'ottava prova della stagione 1980 del Campionato mondiale di Formula 1. Si è corsa domenica 13 luglio 1980 sul Circuito di Brands Hatch. La gara è stata vinta dall'australiano Alan Jones, su Williams-Ford Cosworth; per il vincitore si trattò dell'ottavo successo nel mondiale. Ha preceduto sul traguardo il brasiliano Nelson Piquet su Brabham-Ford Cosworth e l'argentino Carlos Reutemann, anch'egli su Williams-Ford Cosworth.

## Vigilia

### Contrasto FISA-FOCA
La ricomposizione del contrasto tra la Formula One Constructors Association (FOCA), l'associazione che riuniva i costruttori di F1, con la Federazione Internazionale Sport Automobilistico (FISA), che era sfociato nell'annullamento del Gran Premio di Spagna, venne sancita nel corso del weekend del Gran Premio di Francia.
Dopo una riunione, tenuta all'indomani della gara, la FOCA riconosceva la FISA come l'unico ente intitolato per legiferare nell'ambito dell'automobilismo sportivo. Dal suo canto la FISA accettò di prendere in esame un pacchetto di modifiche regolamentari presentato dalla FOCA. Quest'ultima chiedeva l'annullamento del divieto, imposto per la stagione 1981, dell'uso delle "minigonne", così come chiedeva la possibilità di utilizzare ancora vetture a sei ruote o a trazione integrale. La FOCA inoltre chiedeva che nessuna novità regolamentare potesse essere introdotta fino al 1º gennaio 1985, senza l'accordo unanime di tutti i costruttori. Il regolamento per il 1985 avrebbe dovuto inoltre essere emanato dalla FISA prima del 30 ottobre 1982. Veniva anche prospettata l'ipotesi dell'introduzione di sistemi per la riduzione dei consumi di carburante, così come quella di una modifica degli pneumatici, al fine di ridurre la velocità delle monoposto. La FOCA chiedeva, infine, cinque posti all'interno della Commissione F1, e un posto ciascuno per Ferrari, Renault e Alfa Romeo.

### Sviluppi futuri
La Ligier confermò, anche per il 1981, la sua coppia di piloti Didier Pironi e Jacques Laffite.

### Aspetti tecnici
Nella solita alternanza tra tracciati, la sede del gran premio passò dal Circuito di Silverstone a quello di Brands Hatch. Quest'ultimo ospitava per la nona volta una gara valida per il mondiale di F1.
La Fittipaldi presentò il nuovo modello F8, che venne affidato al solo Emerson Fittipaldi. Anche la Ligier adottò dei cerchioni da 15 pollici, come già fatto dalla Williams nel precedente Gran Premio di Francia.

### Aspetti sportivi
La Shadow, dopo i risultati deludenti degli ultimi gran premi, decise di abbandonare definitivamente il mondiale di F1. La casa anglo-americana aveva preso il via in 104 gran premi iridati, dall'esordio avvenuto nel Gran Premio del Sudafrica 1973. Aveva vinto con Alan Jones il Gran Premio d'Austria 1977, aveva ottenuto tre pole position, due giri veloci e sette podi.
Il messicano Héctor Rebaque tornò in Formula 1 sostituendo Ricardo Zunino alla Brabham. Zunino non era riuscito a saldare il milione e mezzo di dollari che Bernie Ecclestone aveva chiesto per garantirgli un volante fino al termine della stagione. Il patron della Brabham s'impegnò comunque a cercare un volante per l'argentino in qualche altra scuderia. Anche lo statunitense Rick Mears venne nuovamente avvicinato all'ingaggio per la Brabham, che però non si realizzò.
Si iscrissero alla gara anche due scuderie private. La RAM, che aveva già preso parte al Gran Premio di Spagna con Emilio de Villota, portò Rupert Keegan, pilota locale che aveva già disputato 18 gran premi tra il 1977 e il 1978 con Hesketh e Surtees. Keegan utilizzò il numero 50, che non veniva utilizzato dal Gran Premio del Giappone 1977, con Kunimitsu Takahashi.
La Brands Hatch Racing iscrisse invece la sudafricana Desiré Wilson. La Wilson, che aveva già partecipato con una vettura di Formula Aurora alla Race of Champions 1979, era la prima donna a tornare nel mondiale di F1 dai tempi di Divina Galica, che aveva partecipato, senza qualificarsi, ai primi due gran premi della stagione 1978. Sia Keegan che la Wilson ebbero a disposizione una Williams FW07. La Wilson si schierò col 43, numero che non era utilizzato dal Gran Premio d'Austria 1974, da Leo Kinnunen.
L'Alfa Romeo, invece, non confermò l'impiego di Vittorio Brambilla su una terza vettura.

## Qualifiche

### Resoconto
Nella prima giornata di prove il più rapido fu Didier Pironi su Ligier, che chiuse in 1'11"004, davanti ad Alan Jones e Jacques Laffite. Vi fu anche un piccolo incidente tra Laffite e la Wilson, senza conseguenze per i piloti. Bruno Giacomelli ruppe il motore della sua Alfa Romeo, e chiuse diciassettesimo. Le Ferrari furono ancora meno competitive con Gilles Villeneuve che chiuse tredicesimo e Jody Scheckter ventunesimo. La nuova Fittipaldi F8 effettuò un solo giro, con un tempo di oltre sei minuti.
Il giorno seguente Pironi limò il suo tempo a 1'11 netto, (contro l'1'16"80 ottenuto da Ronnie Peterson due anni prima), conquistando così la seconda pole della carriera in F1. La prima fila venne monopolizzata dalla Ligier, grazie a Jacques Laffite, che scavalcò Jones. Pironi ebbe anche una collisione con Derek Daly che gli provocò una piccola lesione al polso, che non mise però in dubbio la sua partenza al gran premio. Vi furono una serie di altri incidenti: René Arnoux uscì di pista alla curva Hill, danneggiando la sua vettura. Elio De Angelis subì lo scoppio di uno pneumatico mentre Nelson Piquet perse il controllo della sua vettura e compì una serie di testa coda ad alta velocità.
Le Ferrari non riuscirono a migliorare, tanto che Jody Scheckter si qualificò penultimo, con un vantaggio di soli due decimi su Jan Lammers, primo dei non qualificati. Non si qualificò nemmeno Desiré Wilson, mentre ci riuscì Rupert Keegan.

### Risultati
Nella sessione di qualifica si è avuta questa situazione:
| Pos | Nº | Pilota                | Costruttore              | Tempo    | Griglia |
| --- | -- | --------------------- | ------------------------ | -------- | ------- |
| 1   | 25 | Didier Pironi         | Ligier-Ford Cosworth     | 1'11"004 | 1       |
| 2   | 26 | Jacques Laffite       | Ligier-Ford Cosworth     | 1'11"395 | 2       |
| 3   | 27 | Alan Jones            | Williams-Ford Cosworth   | 1'11"609 | 3       |
| 4   | 28 | Carlos Reutemann      | Williams-Ford Cosworth   | 1'11"629 | 4       |
| 5   | 5  | Nelson Piquet         | Brabham-Ford Cosworth    | 1'11"634 | 5       |
| 6   | 23 | Bruno Giacomelli      | Alfa Romeo               | 1'12"128 | 6       |
| 7   | 8  | Alain Prost           | McLaren-Ford Cosworth    | 1'12"634 | 7       |
| 8   | 22 | Patrick Depailler     | Alfa Romeo               | 1'13"189 | 8       |
| 9   | 11 | Mario Andretti        | Lotus-Ford Cosworth      | 1'13"400 | 9       |
| 10  | 4  | Derek Daly            | Tyrrell-Ford Cosworth    | 1'13"469 | 10      |
| 11  | 3  | Jean-Pierre Jarier    | Tyrrell-Ford Cosworth    | 1'13"666 | 11      |
| 12  | 7  | John Watson           | McLaren-Ford Cosworth    | 1'13"717 | 12      |
| 13  | 15 | Jean-Pierre Jabouille | Renault                  | 1'13"749 | 13      |
| 14  | 12 | Elio De Angelis       | Lotus-Ford Cosworth      | 1'13"859 | 14      |
| 15  | 9  | Marc Surer            | ATS-Ford Cosworth        | 1'13"953 | 15      |
| 16  | 16 | René Arnoux           | Renault                  | 1'13"967 | 16      |
| 17  | 6  | Héctor Rebaque        | Brabham-Ford Cosworth    | 1'14"226 | 17      |
| 18  | 50 | Rupert Keegan         | Williams-Ford Cosworth   | 1'14"236 | 18      |
| 19  | 2  | Gilles Villeneuve     | Ferrari                  | 1'14"296 | 19      |
| 20  | 31 | Eddie Cheever         | Osella-Ford Cosworth     | 1'14"517 | 20      |
| 21  | 29 | Riccardo Patrese      | Arrows-Ford Cosworth     | 1'14"560 | 21      |
| 22  | 20 | Emerson Fittipaldi    | Fittipaldi-Ford Cosworth | 1'14"580 | 22      |
| 23  | 1  | Jody Scheckter        | Ferrari                  | 1'15"370 | 23      |
| 24  | 30 | Jochen Mass           | Arrows-Ford Cosworth     | 1'15"423 | 24      |
| NQ  | 14 | Jan Lammers           | Ensign-Ford Cosworth     | 1'15"596 | NQ      |
| NQ  | 21 | Keke Rosberg          | Fittipaldi-Ford Cosworth | 1'15"845 | NQ      |
| NQ  | 43 | Desiré Wilson         | Williams-Ford Cosworth   | 1'16"236 | NQ      |

## Gara

### Resoconto
Didier Pironi partì bene e comandò la gara davanti al compagno di scuderia Jacques Laffite, poi Alan Jones, Nelson Piquet, che passò Carlos Reutemann alla Surtees, seguito a sua volta dalle due Alfa Romeo di Patrick Depailler e Bruno Giacomelli.
La classifica rimase immutata, nelle primissime posizioni, per diversi giri. Il duo della Ligier si trovò a guidare con un margine di circa otto secondi su Jones. Al giro 17 Giacomelli fu costretto a una sosta ai box per cambiare gli pneumatici. Passò così quindicesimo. Un giro dopo fu il battistrada Didier Pironi a rallentare vistosamente per una foratura alla gomma anteriore sinistra, dovuta alla rottura del cerchione. Giunto ai box, molto lentamente, ne riuscì ultimo. Andò così a condurre Laffite seguito da Jones, Piquet, Reutemann, Depailler, Derek Daly e Mario Andretti. Nello stesso giro ci fu il ritiro, per la rottura di una sospensione, per Eddie Cheever, che era nella retrovie. Uscendo di pista però la sua vettura terminò nella via di fuga, ove era rimasto parcheggiato un caccia-bombardiere Harrier, che aveva preso parte a delle dimostrazioni prima della gara. Il pilota riuscì a evitare l'impatto per pochi metri.
Patrick Depailler perse, in pochi giri, diverse posizioni, per un malfunzionamento del motore. Il francese dell'Alfa si ritirò al giro 30. Al giro seguente, l'altra Ligier, quella di Laffite, subì anch'essa una rottura del cerchione che provocò l'esplosione dello pneumatico posteriore sinistro con conseguente uscita di pista e ritiro per Laffite.
Passò in testa Alan Jones, che precedeva di quattro secondi Piquet, seguito poi da Reutemann, Daly, Andretti e Jarier. Nel frattempo Pironi fu protagonista di un recuperò che lo porto, al giro 43, in settima posizione. Andretti scontava dei problemi tecnici sulla sua Lotus: venne così passato prima da Jarier, poi dallo stesso Pironi. Al 55º giro l'unico pilota della Ligier rimasto in gara passò anche il connazionale Jarier, ponendosi in quinta posizione. Al giro 59 Andretti si ritirò definitivamente.
Al sessantacinquesimo giro, sulla vettura di Pironi, si verificò nuovamente una foratura dovuta alla rottura del cerchione: in questo caso il francese fu costretto al ritiro.
Negli ultimi giri la pioggia minacciò la gara, ma senza arrivare. Vinse ancora Alan Jones che precedette Nelson Piquet, Carlos Reutemann, Derek Daly, Jean-Pierre Jarier e Alain Prost.

### Risultati
I risultati del gran premio furono i seguenti:
| Pos | No | Pilota                | Costruttore              | Giri | Tempo/Ritiro          | Pos. Griglia | Punti |
| --- | -- | --------------------- | ------------------------ | ---- | --------------------- | ------------ | ----- |
| 1   | 27 | Alan Jones            | Williams-Ford Cosworth   | 76   | 1h34'49"228           | 3            | 9     |
| 2   | 5  | Nelson Piquet         | Brabham-Ford Cosworth    | 76   | +11"007               | 5            | 6     |
| 3   | 28 | Carlos Reutemann      | Williams-Ford Cosworth   | 76   | +13"285               | 4            | 4     |
| 4   | 4  | Derek Daly            | Tyrrell-Ford Cosworth    | 75   | +1 giro               | 10           | 3     |
| 5   | 3  | Jean-Pierre Jarier    | Tyrrell-Ford Cosworth    | 75   | +1 giro               | 11           | 2     |
| 6   | 8  | Alain Prost           | McLaren-Ford Cosworth    | 75   | +1 giro               | 7            | 1     |
| 7   | 6  | Héctor Rebaque        | Brabham-Ford Cosworth    | 74   | +2 giri               | 17           |       |
| 8   | 7  | John Watson           | McLaren-Ford Cosworth    | 74   | Motore                | 12           |       |
| 9   | 29 | Riccardo Patrese      | Arrows-Ford Cosworth     | 73   | +3 giri               | 21           |       |
| 10  | 1  | Jody Scheckter        | Ferrari                  | 73   | +3 giri               | 23           |       |
| 11  | 50 | Rupert Keegan         | Williams-Ford Cosworth   | 73   | +3 giri               | 18           |       |
| 12  | 20 | Emerson Fittipaldi    | Fittipaldi-Ford Cosworth | 72   | +4 giri               | 22           |       |
| 13  | 30 | Jochen Mass           | Arrows-Ford Cosworth     | 69   | +7 giri               | 24           |       |
| NC  | 16 | René Arnoux           | Renault                  | 67   | Non classificato      | 16           |       |
| Rit | 25 | Didier Pironi         | Ligier-Ford Cosworth     | 63   | Foratura              | 1            |       |
| Rit | 9  | Marc Surer            | ATS-Ford Cosworth        | 59   | Motore                | 15           |       |
| Rit | 11 | Mario Andretti        | Lotus-Ford Cosworth      | 57   | Cambio                | 9            |       |
| Rit | 23 | Bruno Giacomelli      | Alfa Romeo               | 42   | Testacoda             | 6            |       |
| Rit | 2  | Gilles Villeneuve     | Ferrari                  | 35   | Motore                | 19           |       |
| Rit | 26 | Jacques Laffite       | Ligier-Ford Cosworth     | 30   | Testacoda/Foratura    | 2            |       |
| Rit | 22 | Patrick Depailler     | Alfa Romeo               | 27   | Motore                | 8            |       |
| Rit | 31 | Eddie Cheever         | Osella-Ford Cosworth     | 17   | Sospensione/Testacoda | 20           |       |
| Rit | 12 | Elio De Angelis       | Lotus-Ford Cosworth      | 16   | Sospensione/Testacoda | 14           |       |
| Rit | 15 | Jean-Pierre Jabouille | Renault                  | 4    | Motore                | 13           |       |
| NQ  | 14 | Jan Lammers           | Ensign-Ford Cosworth     |      |                       |              |       |
| NQ  | 21 | Keke Rosberg          | Fittipaldi-Ford Cosworth |      |                       |              |       |
| NQ  | 43 | Desiré Wilson         | Williams-Ford Cosworth   |      |                       |              |       |

## Classifiche

### Piloti
| Pos. | Pilota             | Punti |
| ---- | ------------------ | ----- |
| 1    | Alan Jones         | 37    |
| 2    | Nelson Piquet      | 31    |
| 3    | René Arnoux        | 23    |
| 4    | Didier Pironi      | 23    |
| 5    | Carlos Reutemann   | 20    |
| 6    | Jacques Laffite    | 16    |
| 7    | Riccardo Patrese   | 7     |
| 8    | Elio De Angelis    | 6     |
| 9    | Derek Daly         | 6     |
| 10   | Emerson Fittipaldi | 5     |
| 11   | Keke Rosberg       | 4     |
| 12   | Jochen Mass        | 4     |
| 13   | Jean-Pierre Jarier | 4     |
| 14   | Alain Prost        | 4     |
| 15   | John Watson        | 3     |
| 16   | Gilles Villeneuve  | 3     |
| 17   | Jody Scheckter     | 2     |
| 18   | Bruno Giacomelli   | 2     |

### Costruttori
| Pos. | Team                     | Punti |
| ---- | ------------------------ | ----- |
| 1    | Williams-Ford Cosworth   | 57    |
| 2    | Ligier-Ford Cosworth     | 39    |
| 3    | Brabham-Ford Cosworth    | 31    |
| 4    | Renault                  | 23    |
| 5    | Arrows-Ford Cosworth     | 11    |
| 6    | Tyrrell-Ford Cosworth    | 10    |
| 7    | Fittipaldi-Ford Cosworth | 9     |
| 8    | McLaren-Ford Cosworth    | 7     |
| 9    | Lotus-Ford Cosworth      | 6     |
| 10   | Ferrari                  | 5     |
| 11   | Alfa Romeo               | 2     |